# 8.º distrito congresional de Nueva York
El 8.º distrito congresional es un distrito congresional que elige a un Representante para la Cámara de Representantes de los Estados Unidos por el estado de Nueva York.  Según la Oficina del Censo, en 2011 el distrito tenía una población de 688 945 habitantes. Actualmente el distrito está representado por la Demócrata Hakeem Jeffries.

## Geografía
El 8.º distrito congresional se encuentra ubicado en las coordenadas 40°37′17″N 73°54′40″O / 40.62139, -73.91111.

## Demografía
Según la Oficina del Censo de los Estados Unidos, en 2011 había 688 945 personas residiendo en el 8.º distrito congresional. De los 688 945 habitantes, el distrito estaba compuesto por 519 790 (75.4%) blancos; de esos, 506 706 (73.5%) eran blancos no latinos o hispanos. Además 34 020 (4.9%) eran afroamericanos o negros, 2 503 (0.4%) eran nativos de Alaska o amerindios, 104 990 (15.2%) eran asiáticos, 73 (0%) eran nativos de Hawái o isleños del Pacífico, 25 150 (3.7%) eran de otras razas y 15 503 (2.3%) pertenecían a dos o más razas. Del total de la población 77 926 (11.3%) eran hispanos o latinos de cualquier raza; 15 261 (2.2%) eran de ascendencia mexicana, 25 386 (3.7%) puertorriqueña y 3 742 (0.5%) cubana. Además del inglés, 2 857 (9.4%) personas mayor a cinco años de edad hablaban español perfectamente.
El número total de hogares en el distrito era de 308 175, y el 44.8% eran familias en la cual el 18.7 tenían menores de 18 años de edad viviendo con ellos. De todas las familias viviendo en el distrito, solamente el 35% eran matrimonios. Del total de hogares en el distrito, el 4.3 eran parejas que no estaban casadas, mientras que el 2% eran parejas del mismo sexo. El promedio de personas por hogar era de 2.16. 
En 2011 los ingresos medios por hogar en el distrito congresional eran de US$69 692, y los ingresos medios por familia eran de US$150 771. Los hogares que no formaban una familia tenían unos ingresos de US$175 200. El salario promedio de tiempo completo para los hombres era de US$77 388 frente a los US$60 069 para las mujeres. La renta per cápita para el distrito era de US$58 258. Alrededor del 13.3% de la población estaban por debajo del umbral de pobreza.